# Лутфуллин, Сульги
Сульги Лутфуллин (5 января 1923, Узген, Туркестанская АССР — 16 декабря 1990, Андижан) — младший лейтенант Советской Армии, участник Великой Отечественной войны, Герой Советского Союза (1945).

## Биография
Сульги Лутфуллин родился 5 января 1923 года в Узгене. После окончания средней школы работал судебным исполнителем в народном суде. В марте 1942 года Лутфуллин был призван на службу в Рабоче-крестьянскую Красную Армию. С апреля того же года — на фронтах Великой Отечественной войны. К августу 1944 года старший сержант Сульги Лутфуллин командовал орудием 493-го истребительно-противотанкового артиллерийского полка 13-й армии 1-го Украинского фронта. Отличился во время освобождения Польши.
18 августа 1944 года в бою на Сандомирском плацдарме расчёт Лутфуллина оказался в окружении 12 немецкими танками с пехотой, но успешно вёл бой, отразив восемь контратак и уничтожив 5 танков, после чего вышел к своим. 29 января 1945 года расчёт переправился через Одер в районе населённого пункта Тарксдорф (ныне Tarchalice в 6 километрах к югу от Сцинавы) и принял активное участие в боях за захват и удержание плацдарма на его западном берегу. 30 января 1945 года в бою расчёт Лутфуллина уничтожил 7 танков и 1 бронетранспортёр.
Указом Президиума Верховного Совета СССР от 10 апреля 1945 года старший сержант Сульги Лутфуллин был удостоен высокого звания Героя Советского Союза с вручением ордена Ленина и медали «Золотая Звезда».
В 1945 году Лутфуллин окончил курсы младших лейтенантов. В 1946 году он был уволен в запас. Проживал в Андижане, работал в торговой сфере.
Умер в 1990 году.

## Награды
- Медаль «Золотая Звезда».
- Орден Ленина.
- Два ордена Отечественной войны 1-й степени (09.04.1944[4]; 1985).
- Медаль «За отвагу» (1944).
- Заслуженный работник торговли Узбекской ССР (02.02.1973)[5]
- Медали.

## Память
Памятник Лутфуллину установлен на площади Памяти в Андижане.